# Pažnja (mašinsko učenje)
Pažnja zasnovana na mašinskom učenju je mehanizam koji intuitivno oponaša kognitivnu pažnju. On izračunava „meke“ težine za svaku reč, tačnije za njeno ugrađivanje, u prozoru konteksta. Ove težine se mogu izračunati paralelno (kao što je u transformatorima) ili sekvencijalno (kao u rekurentnim neuronskim mrežama). „Meke“ težine mogu da se menjaju tokom svakog rada, za razliku od „tvrdih“ pondera, koji su (pre-)uvežbani i fino podešeni i ostaju zamrznuti nakon toga.
Pažnja je usmerena na rešavanje slabosti u korišćenju informacija iz skrivenih izlaza rekurentnih neuronskih mreža. Rekurentne neuronske mreže favorizuju novije informacije sadržane u rečima na kraju rečenice, dok se očekuje da će informacije ranije u rečenici biti oslabljene. Pažnja omogućava izračunavanje skrivene reprezentacije leksema jednakog pristupa bilo kom delu rečenice direktno, a ne samo preko prethodnog skrivenog stanja.
Ranije upotrebe povezale su ovaj mehanizam sa sistemom za prevođenje jezika serijske rekurentne neuronske mreže (ispod), ali kasnije korišćenje u Transformerima velikih jezičkih modela uklonilo je rekurentnu neuronsku mrežu i u velikoj meri se oslanjalo na bržu paralelnu šemu pažnje.

## Prethodnici
Prethodnici mehanizma su korišćeni u rekurentnim neuronskim mrežama koje su, međutim, sekvencijalno izračunavale „meke“ težine i, na svakom koraku, razmatrale trenutnu reč i druge reči unutar kontekstnog prozora. Oni su bili poznati kao multiplikativni moduli, sigma pi jedinice i hiper-mreže. Oni su korišćeni u mrežama dugotrajne kratkoročne memorije (LSTM), multi-senzornoj obradi podataka (zvuk, slike, video i tekst) u perceptorima, brzoj memoriji kontrolora težine, zadacima rasuđivanja u diferencibilnim neuronskim računarima i neuronskim Tjuringovim mašinama.

## Spoljašnje veze
- Dan Jurafsky and James H. Martin (2022) Speech and Language Processing (3rd ed. draft, January 2022), ch. 10.4 Attention and ch. 9.7 Self-Attention Networks: Transformers
- Alex Graves (4 May 2020), Attention and Memory in Deep Learning (video lecture), DeepMind / UCL, via YouTube
- Rasa Algorithm Whiteboard - Attention via YouTube